# Bibury
Bibury est un petit village anglais situé dans le district de Cotswold et le comté du Gloucestershire. C'est un village pittoresque typique des Cotswolds. 

## Histoire
Des romains se sont installés dans la région, dès le premier siècle de notre ère, à Corinium, l'actuel Cirencester.
À l'origine le nom est Beaganbyrig, d'après Beage, la fille d'Earl Leppa à qui l’évêque de Worcester avait cédé 15 casates de terre sur la rivière Coln. Le nom de ce lieu a progressivement été déformé avec le temps pour devenir Bibury.

## Descriptions par des auteurs célèbres
L'artiste et artisan William Morris appela Bibury « Le plus beau village d'Angleterre » lors de sa visite du village. Les cottages datent en majorité du XVIIe siècle, sont bâtis de pierres couleur miel et ont des toits en pente raide.
À la fin du XIXe siècle, George Witts dans son Archaeological Handbook of the County of Gloucester raconta la découverte de la villa romaine de Bibury :

« Au cours de l'année 1880, une villa romaine a été découverte accidentellement dans la paroisse de Bibury, à environ six milles au nord-est de Cirencester. Certaines poteries romaines, des pièces de monnaie, des restes de trottoirs ont été trouvés, mais aucun examen n'a encore eu lieu, et aucune description de la villa ne peut être donnée. »

## Monuments et attractions
La rivière Coln coule à travers le village, le long de la rue principale. Les attractions de Bibury incluent une ferme de truites en pisciculture (1902), où quelque 10 millions de truites arc-en-ciel naissent chaque année. Divers plats à base de truite y sont servis.
L'Église St-Mary comporte une pierre de tombe viking, visible dans la partie Nord de l'église comportant des motifs entrelacés de type scandinave et datant de la période pré-normande.

## Galerie

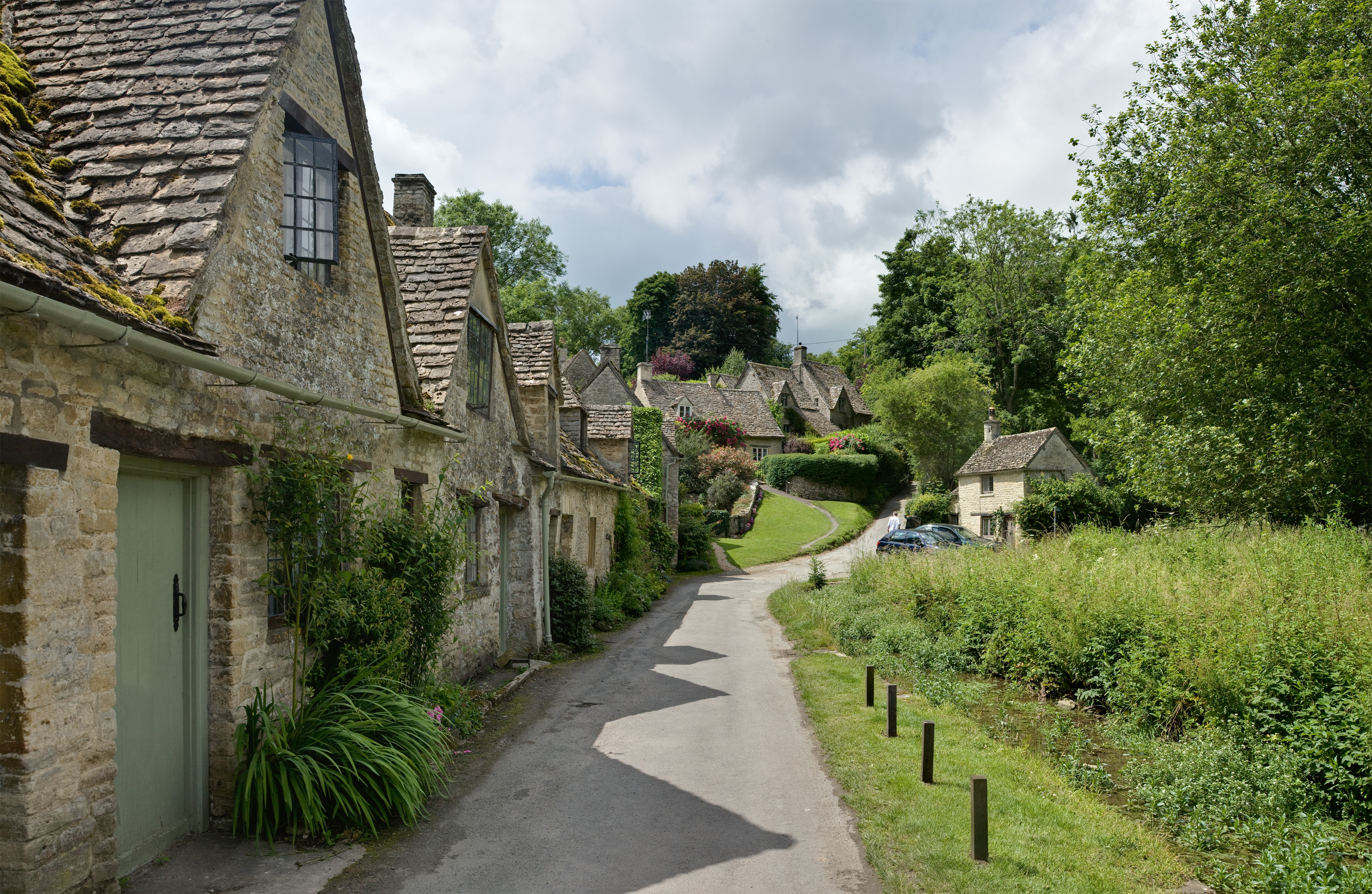
Bibury.
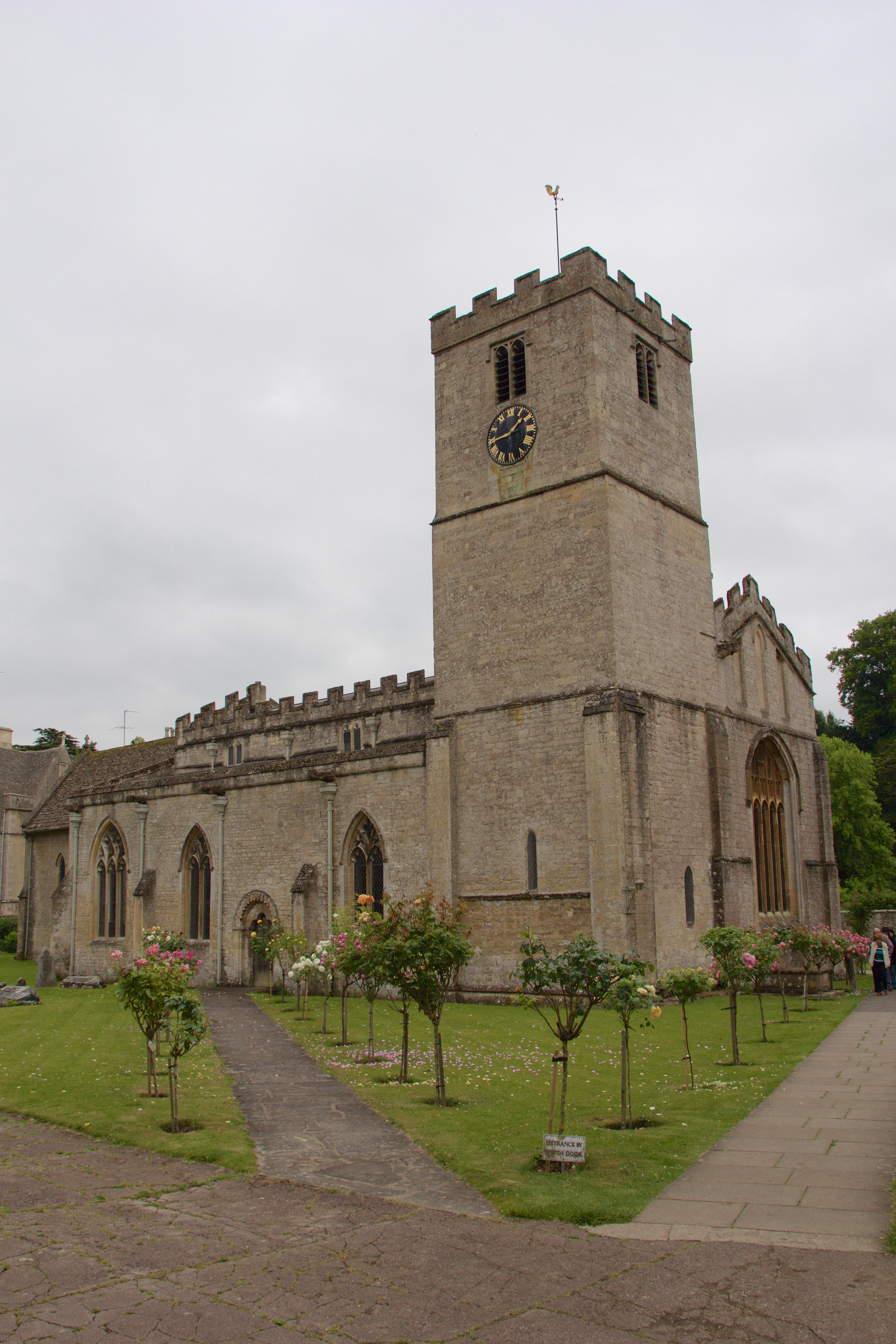
L'église Sainte-Marie.
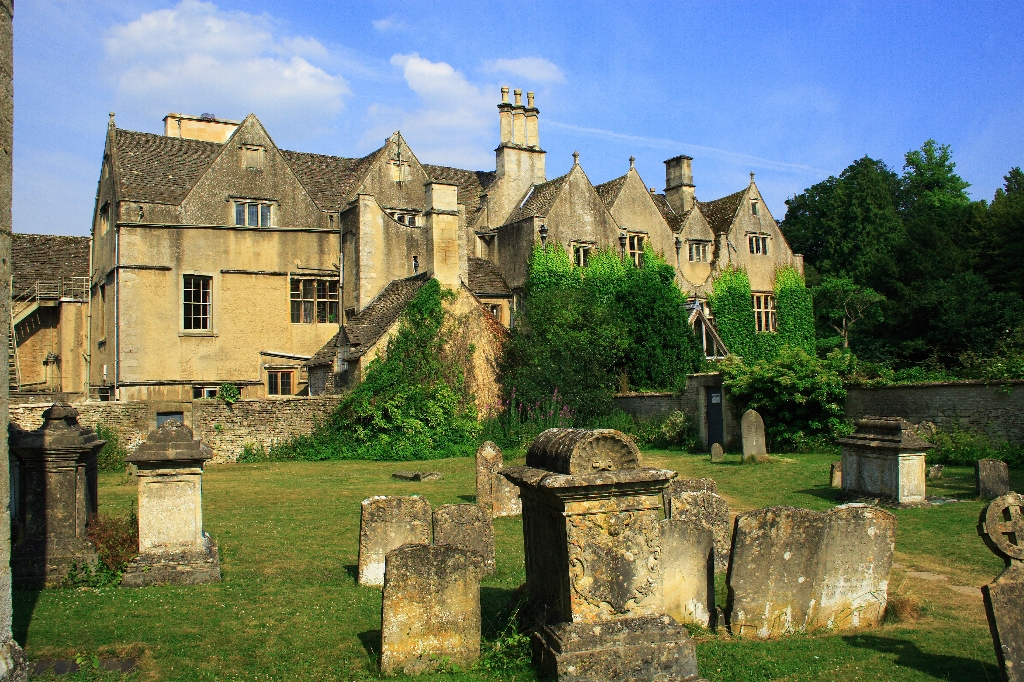
Bibury Court, construit en 1633.
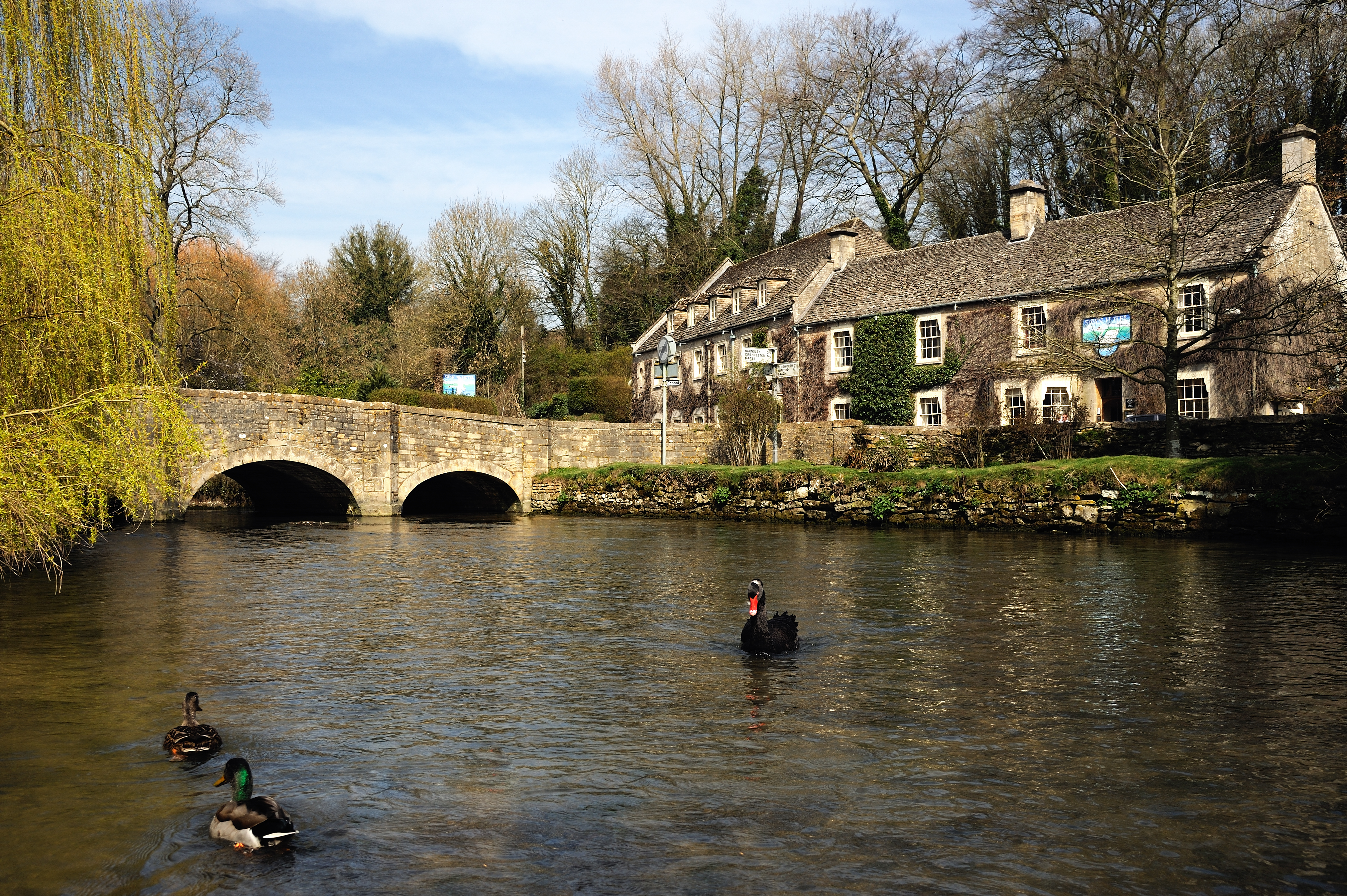
Le Swan Hotel en bordure de la Coln à Bibury.